# 이광훈 (배우)
이광훈(1980년 6월 18일 ~ )은 대한민국의 배우이다.

## 학력
- 캘리포니아주립대학교 롱비치캠퍼스 연극영화과

## 경력
- 더뷰존 세일즈마케팅 디렉터

## 연기 활동

### 드라마
- 2004년 KBS2 단막극 《드라마 스페셜 - ‘언젠가는’》
- 2008년 SBS 주말 드라마 《행복합니다》
- 2011년 OCN 드라마 《뱀파이어 검사 시즌1》
- 2011년 SBS 수목 드라마 스페셜 《시티헌터》
- 2014년 tvN 월화미니시리즈 《마이 시크릿 호텔》 ... 사이먼최 역

### 영화
- 2010년 《하이프네이션》
- 2011년 《인류멸망보고서》
- 2012년 《회사원》
- 2014년 《찌라시 : 위험한 소문》
- 2016년 《프랑스 영화처럼  ‘A Time to Leave’》 (2014년 제작, 옴니버스 영화)